# Смертная казнь в Норвегии
Смертная казнь в Норвегии была отменена в 1979 году и запрещена конституцией в 2014 году. Уголовный кодекс 1902 года, вступивший в силу в 1905 году, отменил смертную казнь в мирное время. Смертная казнь за военные преступления была отменена в 1979 году. Последняя казнь была проведена 26 февраля 1876 года, когда Кристофер Нильсен Гриндален был обезглавлен в Лётене. После Второй мировой войны и конца немецкой оккупации Норвегии были казнены несколько осуждённых, в основном норвежцы и немцы, среди них был Видкун Квислинг. До 19 века за lèse majesté (оскорбление его королевского величества) могла также последовать смертная казнь. 

## История применения
Согласно средневековому норвежскому законодательству к смертной казни могли приговорить за убийство и измену. Также закон требовал казни виновных в колдовстве. Во время охоты на ведьм в 16 и 17 веках были сожжены 300 человек, из них примерно сто – из области Вардё. Большому риску подвергались женщины, проживавшие на севере, особенно в Финнмарке, поскольку церковные и гражданские власти предполагали, что дьявол обитает на краю мира.
В норвежском законе 1687 года короля Кристиана V перечислены несколько преступлений, наказуемых смертной казнью. Согласно закону от 16 октября 1697 года казнь за некоторые преступления сопровождалась истязаниями – тело подсудимого рвали раскалёнными щипцами, перед отсечением головы могла быть отсечена рука.
В 1815 году большинство негуманных способов казни были отменены, остались только расстрел и обезглавливание. Смертная казнь назначалась за предумышленные убийства (или убийства с отягчающими обстоятельствами) и за государственную измену.
В сентябре 1942 года, во время немецкой оккупации Норвегии, режим Видкуна Квислинга ввёл в употребление смертную казнь. Всего она применялась 19 раз. Первым казнённым стал офицер Гуннар Эйлифсен – за неподчинение приказу. До этого применялись законы Германии, было казнено около четырехсот норвежцев. В 1941 году норвежское правительство, находящееся в изгнании в Лондоне, разрешило применять смертную казнь после войны и расширило её применение в качестве наказания за военные преступления. После освобождения Норвегии от оккупации последовала чистка, приведшая к нескольким смертным приговорам. Было казнено 37 человек (25 норвежцев и 15 немцев). Последняя казнь прошла 27 августа 1948 года, когда в крепости Акерсхус перед растрельным взводом предстал Рагнар Сканке.

## Современное состояние
В 1988 году Норвегия подписала 6-й протокол европейской конвенции по правам человека, запрещающий применение смертной казни в мирное время и ратифицировала 13-й протокол, который с 2005 года вообще запрещает любое применение смертной казни. Норвегия также выступает за отмену смертной казни в других странах. Мулла Крекар находившийся в Норвегии был подвергнут судебному преследованию, но его не выслали из страны в Ирак, поскольку там он мог быть обвинён в преступлениях, за которые назначалась смертная казнь. В деле об убийстве Мартин Вик Магнуссен норвежские власти отказались сотрудничать с правительством Йемена, пока оно не дало гарантию, что в этом деле не будет применена смертная казнь.
В мае 2014 года в конституцию Норвегии были внесены поправки. Статья 93 ясно запрещает смертную казнь (каждый человек имеет право на жизнь. Никто не может быть приговорён к смертной казни) как  пытки, негуманное или унижающее человеческое достоинство наказание, рабство и обязывает правительство защищать людей от этого.
Согласно опросам общественного мнения один из четырёх норвежцев поддерживает применение смертной казни. Смертная казнь имеет наивысшую поддержку среди электората Партии Прогресса (51% согласно опросу 2010 года). Но хотя отдельные политики этой партии такие как Ульф Эрик Кнутсен и Йан Бломсет выражали поддержку смертной казни за вопиющие случаи изнасилования и убийства, партия выступает против смертной казни. После терактов 2011 года в Норвегии был проведён опрос, который показал, что общество стабильно выступает против смертной казни. По результатам опроса 16 % выступали за смертную казнь и 68 против.